# Peter Assmann
Peter Assmann (Zams, 28 agosto 1963) è uno scrittore austriaco, artista visuale e direttore di musei.

## Biografia
Peter Assmann si è laureato in storia dell'arte all'Università di Innsbruck nel 1987, dove ha anche studiato storia e letteratura tedesca. 
Storico dell'arte, professore universitario, artista visivo, curatore, è stato direttore dei musei regionali (Landesmuseen) dell'Alta Austria (dal 2000 al 2013), presidente dell'associazione dei musei d'Austria (dal 2002 al 2012) e vicepresidente della Società austriaca del folclore (2010-2013). 
È stato anche membro di NEMO (Network of European Museum Organizations) dal 2009 al 2014. 
In Italia, dove ha studiato e lavorato (nel 1989, a Firenze, al Deutsches Kunsthistorisches Institut), dal 2011 è membro del comitato scientifico del Museo del Castello del Buonconsiglio di Trento. È stato nominato direttore del complesso museale del Palazzo Ducale di Mantova nel dicembre 2015.

## Opere
- (DE) Orte, dabei, Arovell Verlag, Gosau 2011
- (DE) Karl Hauk, Bibliothek der Provinz, Weitra 2008
- (DE) Der Maler Aloys Wach, G.-M. Bock, Frankfurt am Main 2007
- (DE) Bereits Bemerktes, Arovell Verlag, Gosau 2006
- (DE) Obsessions, Bibliothek der Provinz, Weitra 2006